# 高知県立中村中学校・高等学校
高知県立中村中学校・高等学校（こうちけんりつ なかむらちゅうがっこう・こうとうがっこう）は、高知県四万十市中村丸の内にある県立中学校・高等学校。中高一貫教育を行っている。高知県西部の進学重点校。通称は中高（なかこう/高校）、県中（けんちゅう/中学校）。
なお、四万十市内には市立の同名校である四万十市立中村中学校（旧・中村市立、通称中中（なかちゅう））があるため、混同されやすく、注意を要する。

## 高等学校の設置学科
- 普通科
  - 2年次より人文型・自然型に分かれる。

## 沿革

### 旧制中学校
- 1900年（明治33年） - 高知県立第二中学校分校として創立。
- 1903年（明治36年） - 高知県立第四中学校として独立。
- 1912年（明治45年） - 高知県立第三中学校と改称。
- 1922年（大正11年） - 高知県立中村中学校と改称。

### 高等女学校
- 1908年（明治41年） - 私立幡多郡実業女学校として開校。
- 1909年（明治42年） - 幡多郡立実業女学校と改称。
- 1912年（明治45年） - 幡多郡立実科高等女学校と改称。
- 1917年（大正6年） - 幡多郡立裁縫女学校を併設。
- 1918年（大正7年） - 幡多郡立実科高等女学校を廃止、幡多郡立高等女学校を設置。
- 1920年（大正9年） - 幡多郡高等女学校と改称。
- 1922年（大正11年） - 高知県立中村高等女学校と改称。

### 新制高等学校
- 1948年（昭和23年） - 新学制実施により、高知県立中村中学校が高知県立中村高等学校に、高知県立中村高等女学校が高知県立中村女子高等学校となる。
- 1949年（昭和24年） - 高知県立中村高等学校と高知県立中村女子高等学校が統合され、男女共学の高知県立中村高等学校となる。
- 1950年（昭和25年）3月22日 - 昭和天皇が学校に行幸（昭和天皇の戦後巡幸）[2]。校庭に中村町奉迎場が設けられた[3]。
- 1977年（昭和52年） - 第49回選抜高等学校野球大会に部員12人で初出場。エース右腕の山沖之彦を擁して準優勝。「二十四の瞳」と称された。
- 2002年（平成14年） - 高知県立中村中学校が開校。
- 2005年（平成17年） - 定時制課程の募集を停止。
- 2007年（平成19年） - 英語科廃止。
- 2008年（平成20年） - 定時制課程および通信制課程廃止。
- 2017年（平成29年） - 第89回選抜高等学校野球大会に21世紀枠として40年ぶり2回目の出場。初戦敗退するも、市を挙げての大応援団が応援団最優秀賞を受賞した。

## 出身者
旧制中学校卒業
- 幸徳秋水（思想家、日本の社会主義思想の父）
- 宮川竹馬（初代四国電力社長、旧制中学校第1期生、戦後の電力事業構想（電力九分割案）を作成した一人）
- 上林暁（小説家、戦後期を代表する私小説作家。中村中学校・高等学校校歌の作詞は友人の草野心平による）
- 依光好秋（政治家、旧制中学4年修了で専修大学に進学）
- 京極純一（政治学者、日本の政治分析に計量分析を取り入れたパイオニア）
- 永野耐造（法医学者、元警視庁科学捜査研究所長）
- 岡村勲（弁護士、元日本弁護士連合会副会長、全国犯罪被害者の会の設立者（代表幹事）の一人で犯罪被害者等基本法の成立に大きく貢献）

高等女学校卒業
- 北見志保子（女流歌人、幡多実業女学校卒業、大正 - 昭和時代の女流歌人。北原白秋、古泉千樫に師事）

新制高等学校卒業
- 小谷誠（工学博士、東京電機大学教授・元学長）
- 中平正宏（四万十市長）
- 大西勝也（黒潮町長）
- 中島丈博（脚本家）
- 横山充男（児童文学作家）
- 笹山久三（小説家、労働活動家）
- 中脇初枝（児童文学作家）
- 安倍夜郎（漫画家）
- 井上淳哉（漫画家）
- 小谷あゆみ（フリーアナウンサー、エッセイスト）
- 山沖之彦（プロ野球解説者、元プロ野球選手）
- 美口博（元プロ野球選手）
- 北尾一喜（元プロ野球選手）
- 江戸アケミ（ミュージシャン）
- 岡本真夜（在学中に転校）
- 本田雅人（ミュージシャン、サックス奏者）
- 沖佳苗（声優）
- 片岡雅裕（競艇選手）
- 近藤和之（フレンチシェフ、世界料理オリンピックメダリスト）